# Émile Genevois
Pour les articles homonymes, voir Genevois.
Émile Genevois est un acteur français, né le 1er janvier 1918 à Barlin (Pas-de-Calais), et mort le 19 septembre 1962 à Draveil (Essonne) .

## Filmographie

### Cinéma
- 1933 : Crainquebille de Jacques de Baroncelli : La Souris
- 1934 : Les Misérables de Raymond Bernard : Gavroche
- 1934 : Le Voyage imprévu de Jean de Limur
- 1934 : Le Billet de mille de Marc Didier
- 1934 : La Cinquième Empreinte de Karl Anton
- 1934 : La Jeune Fille d'une nuit (Die Töchter ihrer Exzellenz) de Reinhold Schünzel et Roger Le Bon
- 1934 : Maria Chapdelaine de Julien Duvivier : Tit-Bé Chapdelaine
- 1935 : Rose de Raymond Rouleau
- 1935 : Debout là-dedans ! d'Henry Wulschleger
- 1935 : La Fille de madame Angot de Jean Bernard-Derosne
- 1935 : Les Yeux noirs de Victor Tourjanski
- 1936 : Les Amants terribles de Marc Allégret : un groom
- 1936 : Les Jumeaux de Brighton de Claude Heymann : le gamin
- 1938 : La Bête humaine de Jean Renoir : un garçon de ferme
- 1941 : Le Mariage de Chiffon de Claude Autant-Lara : le groom
- 1941 : Nous les gosses de Louis Daquin : Gros Charles
- 1941 : Vie privée de Walter Kapps
- 1942 : Monsieur La Souris de Georges Lacombe : le chasseur
- 1944 : La Grande Meute de Jean de Limur
- 1944 : Les Caves du Majestic de Richard Pottier : un cuistot
- 1946 : Fils de France de Pierre Blondy : Marcel
- 1946 : Les Portes de la nuit de Marcel Carné
- 1948 : Cinq tulipes rouges de Jean Stelli : Robert
- 1948 : Les Dieux du dimanche de René Lucot : Carrel
- 1948 : Jo la Romance de Gilles Grangier : le vendeur de journaux
- 1949 : Le Cœur sur la main d'André Berthomieu : le deuxième gars au bal
- 1949 : Un certain monsieur de Yves Ciampi : un complice
- 1949 : Le Furet de Raymond Leboursier
- 1949 : Au grand balcon d'Henri Decoin : Contact
- 1949 : Au p'tit zouave de Gilles Grangier : le vendeur de journaux
- 1950 : Trois Télégrammes d'Henri Decoin : le concierge
- 1950 : Souvenirs perdus de Christian-Jaque, dans le sketch : Une couronne mortuaire : le crieur de journaux
- 1950 : Quai de Grenelle d'Emil-Edwin Reinert : un vendeur de journaux
- 1950 : L'Amant de paille de Gilles Grangier : le photographe
- 1950 : L'Homme de joie de Gilles Grangier
- 1950 : La Grande Vie d'Henri Schneider : un ouvrier
- 1950 : Justice est faite d'André Cayatte : un serveur du "Roi Soleil"
- 1950 : Les Mémoires de la vache Yolande d'Ernst Neubach
- 1950 : Passion de Georges Lampin
- 1950 : Le Cap de l'espérance : un consommateur au bar
- 1951 : Un grand patron d'Yves Ciampi : l'ami de Gaston
- 1951 : L'Homme de ma vie de Guy Lefranc : M. Grino
- 1951 : Ils sont dans les vignes de Robert Vernay
- 1951 : Le Plaisir de Max Ophüls, dans le sketch : Le masque : le groom
- 1951 : Le Plus Joli Péché du monde de Gilles Grangier : le groom
- 1951 : Le Voyage en Amérique d'Henri Lavorel : le facteur
- 1951 : Victor de Claude Heymann : le crieur de journaux
- 1951 : Casque d'Or de Jacques Becker : Billy, un petit truand
- 1952 : Allô... je t'aime d'André Berthomieu
- 1952 : Cent francs par seconde de Jean Boyer : le camelot
- 1952 : Les Dents longues de Daniel Gélin : l'homme qui remet un paquet au chauffeur de M. Walter
- 1952 : La Fête à Henriette de Julien Duvivier
- 1952 : La Minute de vérité de Jean Delannoy : le cycliste-taxi
- 1952 : Rue de l'Estrapade de Jacques Becker : Petit-Louis, le mécano
- 1952 : Suivez cet homme de Georges Lampin : le garagiste
- 1952 : C'est arrivé à Paris d'Henri Lavorel et John Berry : le groom
- 1953 : Adam est... Ève de René Gaveau : le garçon livreur
- 1953 : Cet homme est dangereux de Jean Sacha : l'athlète
- 1953 : L'Ennemi public numéro un d'Henri Verneuil : un détenu
- 1953 : Madame de... de Max Ophüls : un soldat
- 1953 : Virgile de Carlo Rim
- 1954 : Oasis d'Yves Allégret : Margis
- 1954 : Bonnes à tuer d'Henri Decoin : le postier
- 1954 : Du rififi chez les hommes de Jules Dassin : Charlie
- 1955 : Si Paris nous était conté de Sacha Guitry : un pêcheur
- 1955 : Les Chiffonniers d'Emmaüs de Robert Darène : Filot
- 1955 : La Meilleure Part d'Yves Allégret : un ouvrier
- 1955 : La Madelon de Jean Boyer : un soldat
- 1955 : L'Impossible Monsieur Pipelet d'André Hunebelle : un spectateur au match de boxe
- 1955 : Des gens sans importance d'Henri Verneuil : un employé du garage
- 1955 : Les Hommes en blanc de Ralph Habib : le blessé à la main
- 1955 : Rencontre à Paris de Georges Lampin : le peintre en bâtiment
- 1955 : Papa, maman, ma femme et moi de Jean-Paul Le Chanois : le coureur cycliste qui boit à la bouteille
- 1956 : La Loi des rues de Ralph Habib
- 1956 : Crime et châtiment de Georges Lampin : un voisin de Mme Orvet
- 1956 : La Joyeuse Prison d'André Berthomieu : P'tit Louis, un cambrioleur parisien
- 1956 : Je reviendrai à Kandara de Victor Vicas
- 1956 : Le sang à la tête de Gilles Grangier : le garçon de courses
- 1956 : La Route joyeuse (The happy road) de Gene Kelly : le chef de gare
- 1957 : Incognito de Patrice Dally
- 1957 : Montparnasse 19 de Jacques Becker
- 1957 : Sénéchal le magnifique de Jean Boyer : le régisseur de la troupe théâtrale
- 1957 : Les trois font la paire de Sacha Guitry : M. Dumont, le régisseur sur le tournage
- 1957 : Cargaison blanche de Georges Lacombe : un journaliste
- 1957 : Le Gorille vous salue bien de Bernard Borderie : le geôlier
- 1957 : Le Temps des œufs durs de Norbert Carbonnaux : l'homme qui repêche Raoul de l'eau
- 1958 : Le Dos au mur d'Édouard Molinaro : le pompiste
- 1958 : Les Misérables de Jean-Paul Le Chanois : le cocher de l'omnibus
- 1958 : Et ta sœur de Maurice Delbez : Jojo
- 1958 : Madame et son auto de Robert Vernay
- 1958 : Premier mai de Luis Saslavsky : un supporter dans le bus
- 1958 : En légitime défense d'André Berthomieu : un marchand de journaux
- 1959 : Sans tambour ni trompette (Die Ganz von Sedan) d'Helmut Käutner
- 1959 : Le Baron de l'écluse de Jean Delannoy : un client de l'auberge
- 1959 : Rue des prairies de Denys de La Patellière : un prisonnier
- 1959 : 125, rue Montmartre de Gilles Grangier : Didier Barrachet, le mari assassiné
- 1959 : Le Testament du docteur Cordelier de Jean Renoir : M. Magnier, un voisin
- 1960 : L'Affaire d'une nuit d'Henri Verneuil : l'homme ivre avec son vélo dans les bois
- 1960 : Le Caïd de Bernard Borderie : l'agent cycliste
- 1960 : Comment qu'elle est de Bernard Borderie : le second agent cycliste
- 1960 : Un couple de Jean-Pierre Mocky : le conducteur d'autobus
- 1961 : La Peau et les Os de Jean-Paul Sassy
- 1961 : Le Président d'Henri Verneuil : l'homme à vélo

### Télévision
- 1956 : En votre âme et conscience, épisode L'Affaire Hugues de Jean Prat
- 1958 : En votre âme et conscience :  Le procès du docteur Castaing de Claude Barma
- 1959 : En votre âme et conscience, épisode : L'Affaire Steinheil de Jean Prat
- 1961 : L'Amour des trois oranges de Pierre Badel
- 1961 : Le Théâtre de la jeunesse : Cosette d'après Les Misérables de Victor Hugo, réalisation Alain Boudet
- 1962 : Le Théâtre de la jeunesse : Gavroche d'après Les Misérables de Victor Hugo, réalisation Alain Boudet
- 1962 : L'inspecteur Leclerc enquête de Marcel Bluwal : Des huîtres pour l'inspecteur